# Ragnar Lindquist
Tage Ragnar Lindquist, född 30 september 1906, i Malmö, död 15 maj 1986 i Lidingö, var en svensk direktör och målare.
Han var son till grosshandlaren Fritz John Thorvald Lindquist och Hilma Augusta Elisabeth Holmgren och från 1936 gift med Gertrud Linnéa Wråke. Lindquist studerade konst för Märta af Ekenstam 1924-1925 och vid den Skånska målarskolan i Malmö 1928-1932 samt under studieresor till Danmark, Tyskland och England. Tillsammans med Arne Aspelin ställde han ut i Malmö 1937 och tillsammans med Eve Eriksson på Gummesons konsthall 1943 samt tillsammans med sin fru i SDS-hallen i Malmö 1943. Han tillhörde konstnärsgruppen Blandningen och medverkade i gruppens samtliga utställningar samt med samlingsutställningar arrangerade av Skånes konstförening. Han var representerad i utställningen Svenska akvareller 1925-1947 på Konstakademien 1947 och i ett flertal av Liljevalchs vårsalonger. Hans konst består av stadsmotiv, caféinteriörer och landskap. Lindquist är representerad vid Malmö museum med oljemålningen Från nöjesfältet.